# 坎宁溪战役

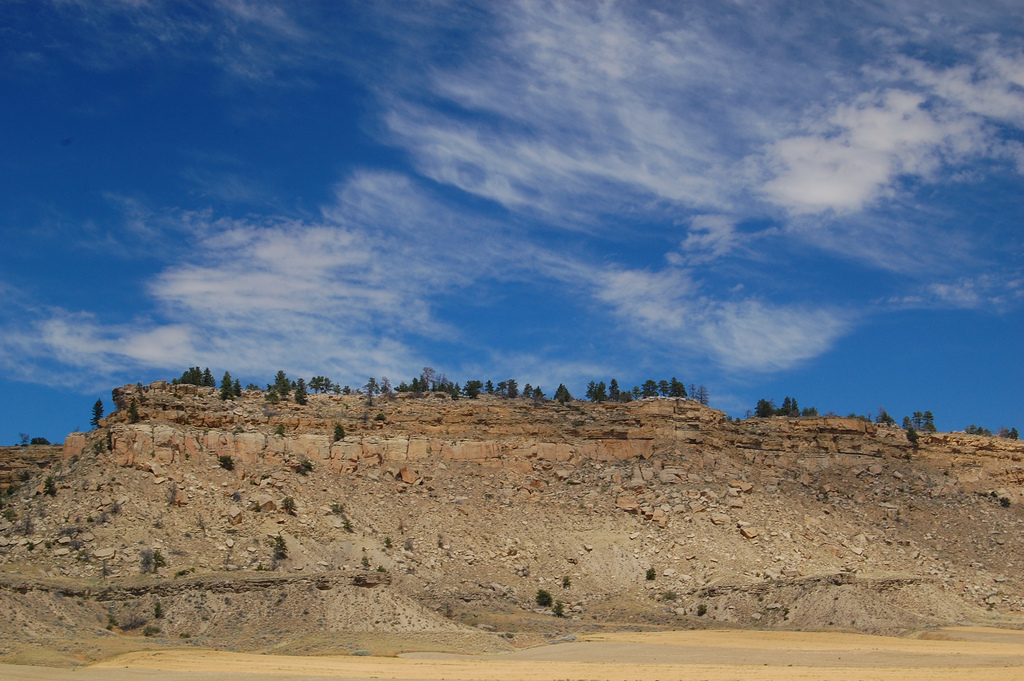
美军及骑兵们在坎宁溪边界处的这条山脊上战斗，而内兹珀斯人的妇女、儿童及马群通过谷底逃走了。

坎宁溪战役，又称峡谷溪战役（英语：Battle of Canyon Creek）。它是内兹珀斯印第安人与美国第7骑兵团之间的一场军事交战。这场战役是19世纪后半叶的更为庞大的印第安战争和当时的内兹珀斯战争的一部分。它发生在1877年9月13日，位置在今天的蒙大纳州比灵斯以西的坎宁溪附近的峡谷中。

## 背景

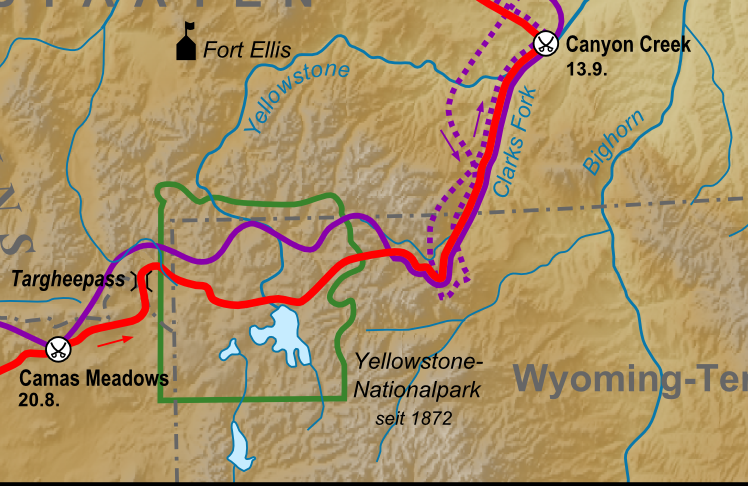
内兹珀斯人（红色）从黄石公园到坎宁溪的路线以及霍华德将军（紫色实线）和斯特吉斯上校（紫色虚线）的路线。

在1877年6月，若干个内兹珀斯人群体反对从俄勒冈东北的瓦洛厄河旁的他们土生土长的土地迁移到爱达荷中西部的克利尔沃特河（“清水河”）旁的一个保留区。他们企图向东逃跑，经过爱达荷、蒙大拿与怀俄明，穿越落基山脉，到达大平原。到了9月，内兹珀斯人已经旅行了将近一千英里，打了若干场战役。在这些战役中，他们击败或拖延了追击他们的美军部队。内兹珀斯人有着错误的见解，认为穿越了下一道山脉，或者击败了派来阻碍他们的最新的军队之后，他们就会找到一个和平的新家。
在通过了黄石国家公园之后，内兹珀斯人巧避了塞缪尔·戴·斯特吉斯上校的军队（见内兹珀斯人在黄石公园），并跟随着黄石河克拉克斯岔流向北走出了怀俄明，进入了蒙大拿。三个月来都没成功追赶到这些内兹珀斯人的奥利弗·霍华德将军命令斯特吉斯继续追击。斯特吉斯有360人，共6个骑兵连，分为2个营。一个营由刘易斯·梅里尔少校指挥，另一个由弗雷德里克·本廷上尉指挥。霍华德用50名额外的骑兵、2门榴弹炮，以及25名白人侦察兵和一些班诺克人侦察兵与克罗人侦察兵来增援了斯特吉斯的这360人。霍华德的士兵的马匹已经疲惫不堪，他和他的士兵们将会休息一阵，在斯特吉斯出发两天后再跟随他。
内兹珀斯人的路线是由他们的一个看法所取决的。这个看法便是他们会在生活在黄石河旁的他们的克罗朋友中，找到安全的庇护所。玻璃镜尤其这么看。玻璃镜与克拉克斯岔流旁的两个克罗人群体的代表们进行了会面。克罗人意识到，帮助内兹珀斯人将会导致美军对他们自己进行报复，所以他们拒绝了内兹珀斯人的求助。此外，为了捕获内兹珀斯人的巨大的马群，一些克罗勇士还会作为侦察兵而加入军队。此时此刻，内兹珀斯人意识到了他们的一个得到安全的希望就是加入位于向北250英里（400公里）处的加拿大的苏族首领坐牛。
在沿着克拉克斯岔流而下的旅程中，内兹珀斯人杀死了一些勘探者和大牧场经营者。

## 战役
黄石河一部分在克拉克斯岔流之上，一部分在其下。它的北岸紧靠着约400英尺（120米）高的悬崖。通过这些悬崖的一条通道便是坎宁溪。沿溪而上，经过开阔的区域，在距离黄石河约五英里处，那里的悬崖会将两边都围住，而溪流会分为三条岔流，每一条都会流经一个峡谷，每一个峡谷都只有几百英尺宽，峡谷里面还有更小的峡谷。这些峡谷被陡峭的、平顶的、300到500英尺（100到160米）高的山脊们所分割。这些狭窄的峡谷约有6英里（10公里）长，并通往上方的开阔的大草原。就是在他们顶上的这些众多的峡谷和山脊之中，这场战役将会发生。
内兹珀斯人在9月12日在通往坎宁溪的狭窄峡谷的入口附近扎营。在9月13日早晨，许多勇士都在突袭黄石河上游和下游的大牧场以获得补给品和马匹，这时他们突然察觉到了斯特吉斯就在附近。他们并没有预计到斯特吉斯会如此快地追上他们。斯特吉斯的士兵在9月13日早晨渡过了黄石河。渡河之后，他们已经筋疲力尽并且期望休息一阵，但是克罗族侦察兵们报告说，内兹珀斯人正在沿着六英里外的坎宁溪向上游移动。斯特吉斯看见了一个机会，派出了刘易斯·梅里尔少校及他的营走在一条长长的山脊的顶部，去抢先拦截住沿着下面的浅滩峡谷行走的内兹珀斯人。本廷的营跟随着，而斯特吉斯本人带着后卫队驻扎了下来。内兹珀斯勇士们的一阵零散的步枪射击使得梅里尔停在了山脊上。根据梅里尔的平民侦察兵斯坦顿·G·费希尔（Stanton G. Fisher）所说，他的营下了马并展开在了山脊上，“而没有进行他们应该进行的冲锋”。根据黄狼所说，一名叫作提托胡诺德（Teeto Hoonod）的单打独斗的内兹珀斯人在决定性的十分钟内阻碍了敌人的前进。他从一块岩石后面进行射击，对骑兵们精准地开了40枪。士兵们如此小心谨慎也许是因为内兹珀斯人的战斗勇敢、射术高超的令人畏惧的名声。一股股大风影响了射击，这是解释双方伤亡都很低的一个因素。
当斯特吉斯抵达战场时，他感觉他的部队仍然有可能捕获内兹珀斯人的马群。他派本廷上尉及其士兵转移到左边去堵住峡谷的各个出口，并让那些妇女、儿童及马匹落入他们的圈套。梅里尔被告知前进到峡谷里，以威胁内兹珀斯人纵列的后方，但是越来越多的内兹珀斯勇士在很远处对他的士兵射击，他被此阻碍住了。他只成功地捉住了几匹马。本廷也遇到了反抗。内兹珀斯人占领了高地并向士兵们射击，使得他没法阻拦住马群。内兹珀斯人的一支后卫部队拖住了士兵们，一直到日暮。他们马群里的大多数马，以及他们的妇女和儿童们到达了平原并继续向北行进。
对于斯特吉斯在这一战中的十分谨慎的处理，费希尔和其他人都“感到厌烦”。进一步令费希尔感到厌烦的是，当他回到营地，发现他的运输包裹的动物，以及他的衣物和寝具都被克罗侦察兵们偷走了。

## 追击
次日，另一群克罗人加入了斯特吉斯的士兵们。这群克罗人骑着精力充沛的马匹。他们的人数众多，对它的估计从50人到200人，各种各样的都有。他们和班诺克族侦察兵一起被派去走在前面，而在一场小规模战斗中，他们成功地偷走了内兹珀斯人的大约400匹马。斯特吉斯与骑兵们在后面跟随着，在当天旅行了37英里，但是其代价为将他们的马匹弄得十分疲劳，以至于他们得亲自用脚走路。克罗人和班诺克人婉拒了将他们捕获到的马和士兵们分享。又经过了漫长的一天的旅行，斯特吉斯还是无法追上内兹珀斯人。他被迫在马瑟尔谢尔河岸边停下，等待补给和霍华德将军及其士兵们，而他们在两天才后抵达。

## 战后
内兹珀斯人没多大困难地拖延和逃离了一支数量上至少是他们两倍的骑兵部队。不过，约有400匹马损失给了克罗侦察兵们倒是一个打击。这对于他们剩余的、越来越筋疲力尽的马匹来说，是一个额外的负担，并且这减慢了他们逃向加拿大的速度。此外，他们还将他们本就缺乏的弹药又耗掉了许多。克罗人对他们的背叛是一个心理上的打击，而经过了三个月的且战且退，他们的心力也耗尽了。
在这场长行程的战役中，斯特吉斯的伤亡是三人阵亡，十一人受伤，其中一人是致命伤。人称“災星簡”的玛莎·简·坎纳里作为一名护士陪伴着伤员们乘坐小船沿黄石河而下。斯特吉斯宣称杀死了十六名内兹珀斯人，但是黄狼说内兹珀斯人只有一名勇士和两名老年男子被杀死，而且还是被克罗人杀的。他说有三名内兹珀斯人被士兵所伤。

## 战役序列
内兹珀斯人
| 部族       | 首领                                           | 战士          |
| ---------- | ---------------------------------------------- | ------------- |
| 内兹珀斯人 | 山雷酋长（外交领袖） 玻璃镜（战争领袖） 其他人 | 150-200名战士 |

美国陆军
1877年9月13日，塞缪尔·戴·斯特吉斯上校指挥。
| 远征队                     | 团                            | 连及其他 |
| -------------------------- | ----------------------------- | --- |
| 塞缪尔·戴·斯特吉斯上校指挥 | 第1骑兵团 刘易斯·梅里尔少校   | - C连，美国第1骑兵团： - I连，美国第1骑兵团： - K连，美国第1骑兵团： |
| 塞缪尔·戴·斯特吉斯上校指挥 | 第7骑兵团 弗雷德里克·本廷上尉 | - F连，美国第7骑兵团： - G连，美国第7骑兵团： - H连，美国第7骑兵团：弗雷德里克·本廷上尉 - I连，美国第7骑兵团： - L连，美国第7骑兵团： - M连，美国第7骑兵团：迈尔斯·莫伊伦上尉 |
| 塞缪尔·戴·斯特吉斯上校指挥 | 侦察兵与向导 约100人          | - 班诺克侦察兵 - 克罗侦察兵 - 约25名白人侦察兵 |

## 扩展阅读
- The Battle of Canyon Creek, by Bill Price, Friends of Bear Paw, Big Hole & Canyon Creek Battlefields, Retrieved on 2007-11-25.
- Canyon Creek Battlefield（页面存档备份，存于）, Billingsguide.com, Retrieved on 2007-11-25.